# Могиљовски рејон
Могиљовски рејон (блр. Магілёўскі раён; рус. Могилёвский райо́н) је административна јединица другог нивоа у централном делу Могиљовске области у Републици Белорусији.
Административни центар рејона је град Могиљов који не улази у састав самог рејона и посебна је административна јединица - град обласне субординације.

## Географија
Могиљовски рејон обухвата територију површине 1.895,40 km² и на 3. је месту по величини у Могиљовској области. Окружен је са 6 рејона Могиљовске области. На западу је Бјалинички рејон, на северу Шкловски, на истоку су Дрибински и Чавуски и на југу Бихавски и Кричавски рејон.
Најважнији водотоци у рејону су Дњепар и Друт са својим притокама.

## Историја
Рејон је основан 17. јула 1924. године. Након што је расформиран 1959. поново је успостављен 30. јула 1966. године.

## Демографија
Према резултатима пописа из 2009. на том подручју стално је било насељено 43.166 становника или у просеку 22,63 ст/км² (статистика не обухвата податке за подручје града Могиљова).
Основу популације чине Белоруси (93,07%), Руси (5,02%), Украјинци (1,03%) и остали (0,88%).

### Административна подела
У административном погледу рејон је подељен на 15 сеоских општина и на укупно 296 насељених места. Град Могиљов који је административни центар рејона не улази у његов састав и има статус посебне административне јединице у оквирима Могиљовске области.

## Саобраћај
Рејон је саобраћајно повезан са околним већим градовима путем железничких линија ка Асиповичима, Орши, Кричаву и Жлобину, те друмским правцима према Бабрујску, Минску, Орши, Черикаву и Гомељу. Могиљовски аеродром налази се у северозападном делу рејона у близини села Вишов.